# Tricalysia allocalyx
Tricalysia allocalyx är en måreväxtart som beskrevs av Elmar Robbrecht.
Tricalysia allocalyx ingår i släktet Tricalysia och familjen måreväxter. Inga underarter finns listade i Catalogue of Life.